# 埃德·摩西
埃德·摩西（英語：Ed Moses，1980年6月7日—），美国男子游泳运动员。他曾代表美国参加2000年夏季奥林匹克运动会游泳比赛，获得男子4×100米混合泳接力金牌和男子100米蛙泳银牌。